# I miei giorni perduti
I miei giorni perduti è una canzone scritta da Serafino Di Tomaso e Gian Franco Reverberi, il brano fu pubblicato per la Dischi Ricordi nel 1960, fu ripubblicato nel 1961 nel 45 giri Ti ricorderai/I miei giorni perduti  e nell'album Se stasera sono qui.

## Storia e significato
(Luigi Tenco)
Il testo di Serafino Di Tomaso, nella prima parte parla di amori senza un perchè, tuttavia nei versi conclusivi l'autore ritrova l'amore vero e reale. 

## Cover
Ada Montellanico, Enrico Rava nell'album L'altro Tenco